# Sweltsa insularis
Sweltsa insularis är en bäcksländeart som beskrevs av Zhiltzova 1978. Sweltsa insularis ingår i släktet Sweltsa och familjen blekbäcksländor. Inga underarter finns listade i Catalogue of Life.